# Юфть

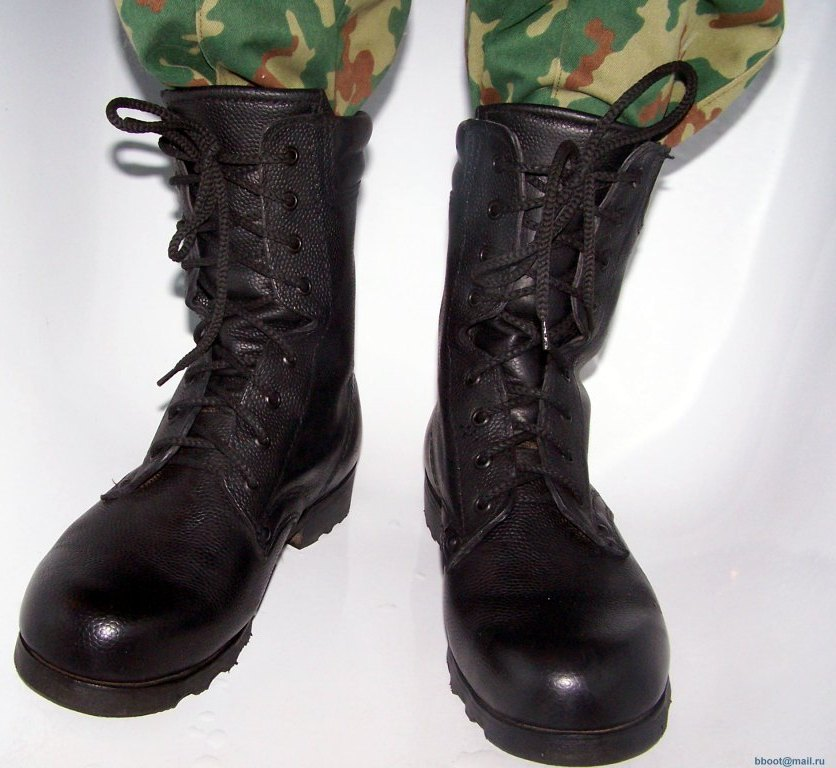
Юфтевые ботинки ВС РФ

Юфть (или юхть, или русская кожа, или юхта) — выделанная кожа, в современности — комбинированного (хромсинтанного, хромтаннидного или хромсинтаннотаннидного), исторически — растительного (лиственница, ива) дубления, выработанная из шкур крупного рогатого скота, конских, оленьих и свиных.

## Терминология
Из русского языка заимствованы украинское ю́хта, белорусское юхт, чешское juchta, польское jucht, juchta, французское youfte, английское yuft, немецкое Juchten. В русском языке слово используется с XVI века, заимствованное через тюркские языки из персидского ǰuft «пара», поскольку кожи дубятся попарно. Учёные предполагают, что, скорее всего, слово «юфть» попало в русский язык через чувашский (булгарский) язык, так как слово «ӳт» в переводе означает «кожа». Во время похода Великого князя Владимира на Волжскую Булгарию его воевода Добрыня сказал Володимеру: «съглядах колодникъ, и суть все болгаре в сапогахъ; симъ намъ дани не давати; поидемe искать лапотниковъ», — суть данного высказывания, малопонятная для современного человека, была совершенно очевидна для современников Добрыни, — среди оседлых народов сапоги вплоть до XVII века были непременным атрибутом всадника (далеко ходить в кожаных сапогах пешком было затруднительно) и верным признаком высокого социального статуса их обладателя, далеко не каждый варяг мог их себе позволить, тягаться на суше даже хорошо вооружённым и подготовленным варягам и дружинникам с конницей кочевников было на грани самоубийственного подвига, о чём Добрыня и сообщил Владимиру. Булгарские сапоги назывались «ӳтĕк». В книге «Журнал Министерства народнаго просвѣщения, Том 12» на странице 78 напечатано: «Из произведёнными в болгарской земле наибольшую известность приобрели их юфты».

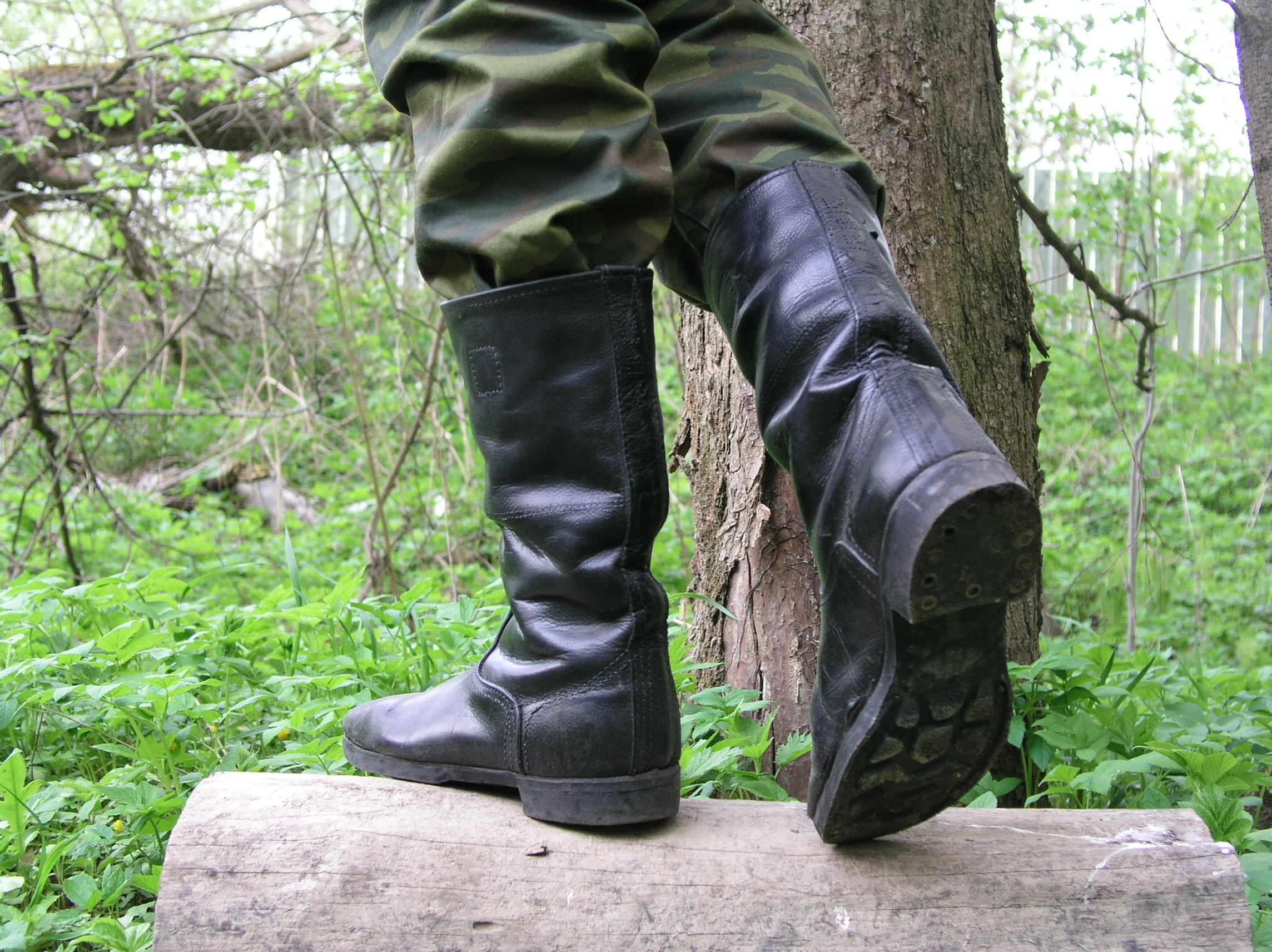
Юфтевые сапоги

«Яловый» в славянских языках обозначал не дававших или ещё не давших приплод животных. Яловая кожа для сапог изготовлялась из шкур годовалых бычков или ещё нерожавших коров. Такая кожа была оптимальной для долговечной и удобной обуви. Более старые или молодые животные не годились — нежная кожа телят была ещё недостаточно прочна, а толстые шкуры старых коров и быков, наоборот, слишком жёстки. В. И. Даль определяет яловую кожу как промежуточную между опойком (из шкуры телёнка) и юфтью.
В мире юфть часто также называли «русской кожей». Основное отличие русской юфти от кож растительного дубления, выделывавшихся в остальном мире в XIX веке, было в том, что это была единственная кожа, которая пропитывалась берёзовым дёгтем. По этой причине такая кожа не плесневела в шкафах и её не портили насекомые; именно за такие качества она и ценилась на рынке. Современная юфть выделывается уже по другой технологии. Согласно ряду источников, «русской кожей» называли именно красную юфть — она в большом количестве импортировалась из России на Запад и была прозвана соответственно; чёрная же шла на внутренние нужды. Дёготь при её производстве не применялся. Большое количество оленьих кож красной юфти было поднято с затонувшей в 1786 году «Metta Catharina», плывшей из Санкт-Петербурга в Геную. Пролежав 200 лет на дне, кожа отлично сохранилась и была раскуплена различными производителями эксклюзивных кожаных изделий.

## Характеристики
Характеристики юфти, выпускаемой в России, по состоянию на 2009 год регламентированы государственным стандартом ГОСТ СССР 485-82 «Юфть для верха обуви. Технические условия».
Различают два основных вида юфти:
- обувную, используемую для изготовления верха обуви, в основном армейской и рабочей.
- сандальную, используемую при изготовлении верха сандалий — она значительно менее влагостойкая, но дышащая.

## Особенности производства
При производстве юфти для придания ей мягкости, пластичности, водостойкости и устойчивости к многократным изгибам применяются значительное разделение структурных элементов кожи путём длительного золения и обильного жирования (содержание жира в юфти — до 25 % от массы кожи). Ключевой особенностью традиционной юфти являлось использование для жирования смеси берёзового дёгтя и тюленьей ворвани, придававших ей характерный запах, весьма ценившийся потребителями в Западной Европе. Разновидность юфти жёлто-коричневатого цвета выделывалась без использования дёгтя, именно такую окрашивали затем сандалом. Вместо дёгтя применялись квасцы и опять же ворвань.
Отделывают юфть с лицевой поверхности или по бахтарме, применяя шлифование и покрывное крашение (традиционно использовался сандал для красного цвета и галловые чернила или соли железа для чёрной обувной юфти). Отделка с лицевой стороны может сопровождаться нанесением искусственного узора — мереи.